# Kulturåret 1785

## Händelser
- Gustaf III höll i augusti och september sitt divertissement Inträngandet i den förtrollade skogen på Drottningholms slott, under augusti och september.

### Okänt datum
- Svensk urpremiär av Barberaren i Sevilla på Munkbroteatern i Stockholm med Christina Rahm och Kjell Waltman i rollerna.

## Nya verk
- Beskrivning om upstaden Örebro av Johan Fredric Bagge
- Passionerna av Thomas Thorild

## Födda
- 7 mars – Alessandro Manzoni (död 1873), italiensk diktare och författare.
- 4 april – Bettina von Arnim (död 1859), tysk författare.
- 6 maj – Arvid August Afzelius (död 1871), svensk hovpredikant, psalmförfattare och folklivsforskare.
- 15 augusti – Thomas De Quincey (död 1859), brittisk författare.
- 17 oktober – Adolph von Breda (död 1832), svensk konstnär och militär.
- 17 november – Julia Nyberg (död 1854), svensk författare.

## Avlidna
- 30 oktober – Gustaf Filip Creutz (född 1731), svensk greve, diplomat och skald.
- 29 december – Johan Herman Wessel (född 1742), norsk författare.